# كاي رودس
كاي رودس (بالإنجليزية: Kay Rhodes)‏ هي لاعبة الجسر ‏ أمريكية، ولدت في 22 مارس 1910، وتوفيت في 19 يونيو 1996.